# Clytorhynchus sanctaecrucis
El monarca de la Nendo o monarca de Santa Cruz (Clytorhynchus sanctaecrucis) es una especie de ave paseriforme de la familia Monarchidae endémica de la isla de Nendö, la principal de las islas Santa Cruz. Anteriormente se consideraba una subespecie del monarca gorginegro (Clytorhynchus nigrogularis), y aún lo mantienen así algunos autores.
El monarca de Nendo es un pájaro escaso y raro de ver. Es endémico de Nendö, la isla principal de las islas Santa Cruz pertenecientes a las islas Salomón. Su hábitat natural son los bosques húmedos tropicales isleños. Está amenazado por la pérdida de hábitat.